# カゼルタ県

カゼルタ県
Provincia di Caserta

カゼルタ県（カゼルタけん、イタリア語: Provincia di Caserta）は、イタリア共和国カンパニア州に属する県の一つ。県都はカゼルタ。

## 地理

### 位置・広がり
カゼルタ県はカンパニア州の北部に位置する。西はティレニア海に面し、北にラツィオ州、モリーゼ州と接する。
県の南はナポリ県に接する。県都カゼルタをはじめとする県域南部地域はナポリの大都市圏 (it:Area metropolitana di Napoli) に含まれる。

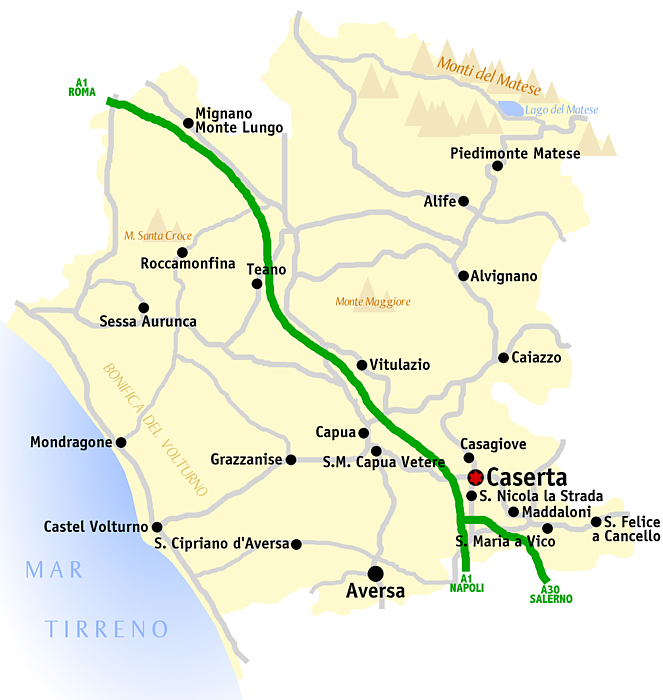
カゼルタ県概略図

#### 隣接する県
隣接する県は以下の通り。
- イゼルニア県 （モリーゼ州） - 北
- カンポバッソ県 （モリーゼ州） - 北東
- ベネヴェント県 - 南東
- ナポリ県 - 南
- ラティーナ県（ラツィオ州） - 西
- フロジノーネ県（ラツィオ州） - 北西

### 主要な都市
2001年の国勢調査に基づく居住地区（Località abitata）別人口統計によれば、人口2万人以上の都市は以下の通り。
- カゼルタ - 72,653人
- アヴェルサ - 53,233人
- マルチャニーゼ - 39,821人
- マッダローニ - 32,864人
- サンタ・マリーア・カープア・ヴェーテレ - 30,502人
- モンドラゴーネ - 23,304人

その他の主要都市としては、カプアなどがある。
- カゼルタ
- アヴェルサ
- マッダローニ

## 行政区画

### コムーネ
カゼルタ県には104のコムーネが属する。主要なコムーネ（人口2万人以上）は下表の通り。左端の数字はISTATコードを示す。人口は2012年1月1日現在。それ以外のコムーネ、および面積等の詳細なデータは「全コムーネ一覧」参照のこと。
| コード | 自治体名                               | 人口   |
| ------ | -------------------------------------- | ------ |
| 061022 | カゼルタ                               | 75,625 |
| 061005 | アヴェルサ                             | 52,722 |
| 061049 | マルチャニーゼ                         | 40,323 |
| 061048 | マッダローニ                           | 39,418 |
| 061083 | サンタ・マリーア・カープア・ヴェーテレ | 32,555 |
| 061052 | モンドラゴーネ                         | 27,120 |
| 061053 | オルタ・ディ・アテッラ                 | 24,961 |
| 061027 | カステル・ヴォルトゥルノ               | 22,927 |
| 061088 | セッサ・アウルンカ                     | 22,218 |
| 061078 | サン・ニコーラ・ラ・ストラーダ         | 21,252 |
| 061019 | カザール・ディ・プリンチペ             | 20,774 |

## 文化・観光

### 世界遺産
- 「カゼルタの18世紀の王宮と公園、ヴァンヴィテッリの水道橋とサン・レウチョの邸宅群」
  - カゼルタ宮殿（カゼルタ）
  - ヴァンヴィテッリの水道橋（ヴァッレ・ディ・マッダローニ）
  - サン・レウチョの邸宅群（カゼルタ）

## スポーツ

### サッカー
県内に本拠を置くプロサッカークラブとしては以下がある。所属リーグは2012-13シーズン現在。
- サン・フェリーチェ・アヴェルサ・ノルマンナ（英語版） （アヴェルサ） - レガ・プロ2（4部リーグ）